# Ino
Ino (in greco antico: Ἰνώ?, Inṑ) è una figura della mitologia greca. Fu una donna mortale trasformata in dea.

## Genealogia
Figlia di Cadmo ed Armonia, fu la seconda moglie di Atamante e divenne madre di Learco e Melicerte.

## Mitologia
Il marito Atamante aveva avuto dalla prima moglie (Nefele) altri due figli, Frisso ed Elle che Ino detestava e così cercò di liberarsene con l'inganno persuadendo le donne del paese a mettere nel forno i semi di grano conservati per la semina successiva e così quando vennero seminati non fiorirono ed il paese finì in preda alla carestia. Atamante inviò i suoi messaggeri all'oracolo di Delfi, per chiedere al dio cosa avrebbe dovuto fare. Ino pagò i messaggeri affinché al loro ritorno dicessero al re che l'oracolo aveva predetto il sacrificio di Frisso sull'altare di Zeus se voleva che la terra ridesse i suoi frutti. Il popolo si rivoltò e chiese di obbedire all'oracolo. Atamante dovette acconsentire e i due ragazzi furono condotti sull'altare sacrificale per adempiere l'ordine del finto oracolo, ma Frisso ed Elle chiesero aiuto alla madre Nefele, che inviò loro un ariete dal vello d'oro, in groppa al quale essi fuggirono.
Dopo la morte della sorella Semele, madre di Dioniso, Ino persuase Atamante ad allevare il piccolo dio, nato dall'unione di Semele con Zeus. Era, sposa di Zeus, per vendicarsi del tradimento, fece impazzire Atamante che, incontrati la moglie e i figli, li scambiò per cervi e li assalì, uccidendo Learco scagliandolo contro uno scoglio ed uccise Melicerte gettandolo in un calderone bollente. Ino accorse ed estrasse il figlio dal calderone fuggendo, inseguita da Atamante ed in seguito si gettò in mare portando con sé il suo cadavere (secondo la leggenda, dalla roccia molare di Megara).
Afrodite però, provò pietà per Melicerte (suo pronipote), così pregò Poseidone di salvarli e lui tolse a loro le spoglie mortali e, cambiandogli nome ed aspetto, li fece rivivere come divinità marine. Così la madre Ino divenne Leucotea e Melicerte divenne Palemone.

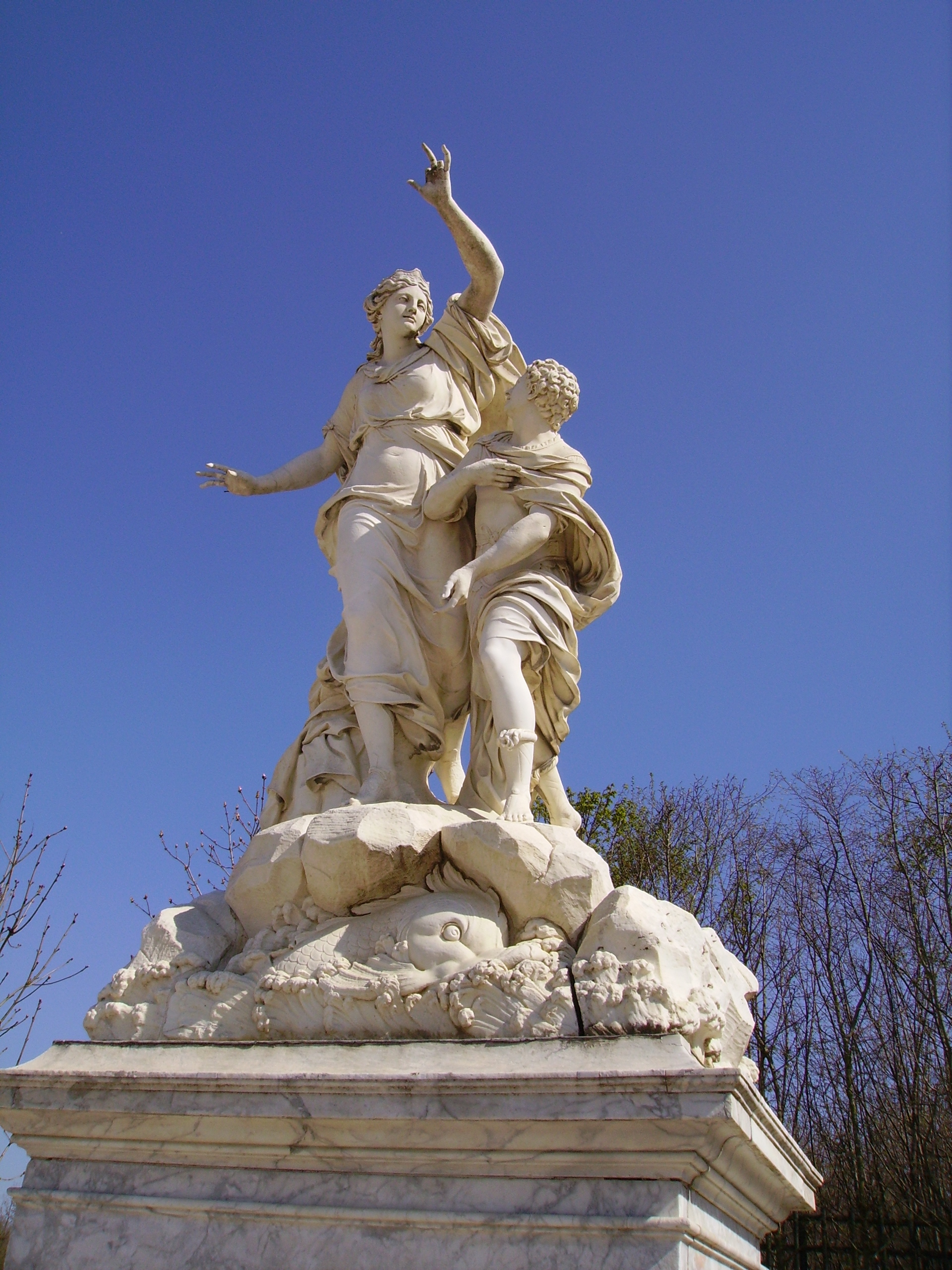
Ino e Melicerte, in un gruppo statuario di Pierre Granier, a Versailles.

## Ino nella cultura di massa
Georg Philipp Telemann, musicista tedesco, contemporaneo di Bach, compose nel 1765 una cantata drammatica per soprano, orchestra e basso continuo, incentrata sulla metamorfosi di Ino, ispirandosi alla narrazione ovidiana della vicenda; è una delle sue ultime opere (Ino: Wohin, wo soll ich hin?).
In epoca moderna, Ino, insieme con Circe, è tra i personaggi del dialogo Le streghe, dall'opera Dialoghi con Leucò di Cesare Pavese.